# Elinor Purrier St. Pierre
Elinor Purrier, St. Pierre da sposata, detta Elle (Montgomery, 20 febbraio 1995), è una mezzofondista statunitense.

## Biografia
Cresciuta in un caseificio, ha studiato all'Università del New Hampshire laureandosi in nutrizione nel 2017. Nel 2018 diventa professionista entrando nel Team New Balance di Boston. Nel 2020 sposa il fidanzato di lunga data Jamie St. Pierre, e ne prende il cognome.
Il 4 marzo 2023 ha avuto un bambino di nome Ivan Charlie.
Nel 2020 ai Millrose Games stabilisce il record nord-centramericano del Miglio. L'anno successivo al New Balance Indoor Grand Prix stabilisce quello sulle 2 miglia.
Vanta un oro ed un argento nei 3000 metri piani ai mondiali indoor, conquistati rispettivamente nel 2024 e nel 2022 .

## Record nazionali
Seniores
- Miglio indoor: 4'16"41 ( New York, 11 febbraio 2024)
- 3000 metri piani indoor: 8'20"87 ( Glasgow, 2 marzo 2024)

## Palmarès
| Anno | Manifestazione    | Sede     | Evento       | Risultato  | Prestazione | Note                          |
| ---- | ----------------- | -------- | ------------ | ---------- | ----------- | ----------------------------- |
| 2014 | Mondiali Juniores | Eugene   | 3000 m siepi | 9ª         | 10'21"59    | [ 4 ]                         |
| 2019 | Mondiali          | Doha     | 5000 m piani | 10ª        | 14'58"17    | Miglior prestazione personale |
| 2021 | Giochi olimpici   | Tokyo    | 1500 m piani | 10ª        | 4'01"75     | [ 5 ]                         |
| 2022 | Mondiali indoor   | Belgrado | 3000 m piani | Argento    | 8'42"04     | [ 6 ]                         |
| 2022 | Mondiali          | Eugene   | 1500 m piani | Semifinale | 4'08"29     | [ 7 ]                         |
| 2024 | Mondiali indoor   | Glasgow  | 3000 m piani | Oro        | 8'20"87     | [ 8 ]                         |
| 2024 | Giochi olimpici   | Parigi   | 1500 m piani | 8ª         | 3'57"52     |                               |

## Campionati nazionali
- 1 volta campionessa nazionale statunitense dei 1500 metri piani (2021)
- 1 volta campionessa nazionale statunitense dei 3000 metri piani indoor (2022)

2018
- 6ª ai campionati statunitensi (Des Moines), 1500 m - 4'09"30

2019
- Bronzo ai campionati statunitensi (Des Moines), 5000 m - 15'17"46
- Bronzo ai campionati statunitensi indoor (New York), 2 miglia - 9'34"65
- 6ª ai campionati statunitensi indoor (New York), miglio - 4'32"69

2020
- 4ª ai campionati statunitensi indoor (Albuquerque), 3000 m - 8'56"56

2021
- Oro ai campionati statunitensi (Eugene), 1500 m - 3'58"03

2022
- Bronzo ai campionati statunitensi (Eugene), 1500 m - 4'05"14
- Oro ai campionati statunitensi indoor (Spokane), 3000 m - 8'41"53
- Bronzo ai campionati statunitensi indoor (Spokane), 1500 m - 4'06"14
- 20ª ai campionati statunitensi (Eugene), 5000 m - 16'15"83

2024
- Oro ai campionati statunitensi indoor, 3000 m piani - 8'54"40

## Altre competizioni internazionali
2019
- 7ª al Birmingham Grand Prix ( Birmingham), miglio - 4'30"30
- 7ª al Golden Gala Pietro Mennea ( Roma), 1500 m - 4'02"34

2021
- Oro al New Balance Indoor Grand Prix ( New York), 2 miglia - 9'10"28

2022
- Oro al Millrose Games ( New York), Miglio - 4'19"30
- 6ª al Prefontaine Classic ( Eugene), 1500 m - 3'59"68

2024
- Bronzo al Prefontaine Classic ( Eugene), 1500 m piani - 3'56"00